# Константиновский сельсовет (Алтайский край)
Константиновский сельсовет — муниципальное образование со статусом сельского поселения и административно-территориальное образование в Кулундинском районе Алтайского края России. Административный центр — село Константиновка.

## Демография
По результатам Всероссийской переписи населения 2010 года, численность населения муниципального образования составила 1139 человек, в том числе 562 мужчины и 577 женщин. Оценка Росстата на 1 января 2012 года — 1101 человек.

## Населённые пункты
В состав сельского поселения входит 6 населённых пунктов:
- село Белоцерковка,
- разъезд Кильты,
- село Константиновка,
- село Красная Слобода,
- село Кротовка,
- село Мышкино.